# Anémone
Anémone, född Anne Madeleine Louise Bourguignon 9 augusti 1950 i Paris, död 30 april 2019 i Poitiers, Nouvelle-Aquitaine, var en fransk skådespelerska.

## Utmärkelser
Anémone vann Césarpriset för bästa kvinnliga huvudroll för En sommar för livet 1988.

## Roller (urval)
- 1970 – Huset med de gamla gubbarna
- 1974 – Je, tu, il, elle
- 1976 – Åh... dessa karlar!
- 1982 – Le père Noël est une ordure
- 1985 – Farlig lek
- 1987 – En sommar för livet
- 1992 – Le Petit prince a dit
- 1997 – Marquise
- 1998 – Lautrec